# Gare de Marne-la-Vallée - Chessy
Ne doit pas être confondu avec Gare de Chessy (Rhône).
La gare de Marne-la-Vallée - Chessy est une gare ferroviaire française située sur le territoire de la commune de Chessy, dans le département de Seine-et-Marne, en région Île-de-France.
C'est une gare commune à la RATP et à la SNCF, qui la nomment respectivement Marne-la-Vallée Chessy - Parcs Disneyland et Marne-la-Vallée Chessy. Elle est desservie par des trains de la ligne A du RER, par des trains de la LGV Interconnexion Est (les TGV inOui et Ouigo, mais également l'Eurostar), ainsi que par deux gares routières.
Elle est établie au cœur du complexe touristique et urbain de Disneyland Paris qui réunit, à proximité de la gare, deux parcs d'attractions — le parc Disneyland et le parc Walt Disney Studios —, le Disney Village, le parking visiteurs de Disney, ainsi que deux parkings à étages (EFFIA au nord et Indigo au sud).

## Situation ferroviaire
Établie à 117 mètres d'altitude, en tranchée au cœur de Disneyland Paris, la gare de Marne-la-Vallée - Chessy est située au point kilométrique (PK) 31,319 du raccordement d'interconnexion nord-sud (LGV), dont elle constitue le deuxième arrêt après la gare de l'aéroport Charles-de-Gaulle 2 TGV. Elle est également au PK 59,079 de la ligne A du RER, dont elle constitue le terminus de la branche Marne-la-Vallée (A4), après la gare du Val d'Europe.

## Histoire
Dans le cadre de la LGV Interconnexion Est, la gare TGV devait d'abord être sur le territoire de Melun-Sénart. Mentionnée dans le dossier ministériel, elle a été retirée par la suite. La convention entre Disney et la France, signée en 1987, prévoit une réserve foncière à cet effet, dans le périmètre du complexe de loisirs. En janvier 1989, sa réalisation fait l'objet d'un accord entre la SNCF et Euro Disney. L'entreprise a participé à hauteur de 38,1 millions d'euros au financement de la gare qui s'est élevé à 126,5 millions d'euros.
La gare de Marne-la-Vallée - Chessy est mise en service le 1er avril 1992, pour la gare RER, et le 29 mai 1994, pour la gare TGV, dans l'objectif d'accompagner le développement de la ville nouvelle de Marne-la-Vallée, tout en permettant d'accéder aux parcs d'attraction du complexe Disneyland Paris (Parc Disneyland et Parc Walt Disney Studios). Elle porte le nom de la ville nouvelle de Marne-la-Vallée et d'une commune faisant partie de cette dernière, dans le secteur 4 du Val d'Europe, Chessy.
Une étude de la SNCF avait conclu que la gare serait la plus rentable du nord de la France. Le projet avait prévu 2,8 millions de voyageurs en 1996. Il n'y en a eu que 700 000 en 1996 et 1,5 million en 2000. Son trafic annuel était de 2,1 millions de voyageurs en 2006, 2,3 millions de voyageurs en 2007 et 2,6 millions de voyageurs en 2008.
Depuis le 4 février 2008, la gare est mieux desservie par le RER aux heures creuses, avec un train toutes les 10 min, au lieu des 20 min auparavant.
La gare routière nord est créée en même temps que la gare ferroviaire. La gare routière sud est mise en service le 1er juillet 2019,, dans le but de désengorger la gare nord. À cette date, un nouvel accès à la gare RER est également ouvert.
En 2019, selon les estimations de la RATP, 6 091 127 voyageurs sont entrés dans la gare de la ligne A du RER. En 2019 également, selon les estimations de la SNCF, la fréquentation annuelle de la gare TGV est de 5 442 426 voyageurs.
En août 2022, en invoquant les conséquences du Brexit, Eurostar a annoncé qu'elle supprimera, à l'été 2023, la liaison directe avec Londres.
En avril 2024, les bus du réseau de bus Marne-la-Vallée sont renumérotés.

## Service des voyageurs

### Accueil
La SNCF et la RATP disposent chacune d'un bâtiment voyageurs, ceux-ci étant reliés au niveau du hall Sud de la gare TGV.

#### Gare SNCF
La gare SNCF dispose d'un accès principal sur la place des Passagers-du-Vent, permettant un accès direct au parc Disneyland Paris et à Disney Village. Trois autres accès, sur l'esplanade François-Truffaut, permettent d'accéder à la gare routière Nord et au parking de la gare TGV.
Ouverte de 6 h à 22 h 10, elle dispose d'une billetterie « Grandes Lignes » ainsi que de billetteries automatiques, d'une consigne à bagages automatique, un Photomaton, d'un espace détente, un espace sport et un espace Work and Station. Elle héberge également un café Starbucks, deux restaurants Brioche dorée et Pret A Manger, ainsi qu'un commerce Relay.
La gare s'étend sur trois niveaux : le rez-de-chaussée comprend la plupart des services, tandis que le premier étage est dédié aux services internationaux d'Eurostar, permettant l'enregistrement des passagers vers Londres (desserte interrompue depuis l'été 2023) et hébergeant les services douaniers français.

#### Gare RATP
La gare RATP dispose d'un bâtiment voyageurs accolé à l'ouest de celui de la SNCF, disposant de trois accès :
- accès no 1 : Parcs Disneyland, donnant accès direct au parc d'attractions ;
- accès no 2 : Disney Village, correspondant à l'accès de la gare SNCF sur la place des Passagers-du-Vent ;
- accès no 3 : Avenue Paul-Séramy, permettant d'accéder à la gare routière Sud et au parking de Disney Village.

La gare possède un guichet d'information et de vente de titres, de distributeurs automatiques de titres, et héberge un commerce Relay.

### Desserte
Marne-la-Vallée - Chessy est desservie par les trains de la ligne A du RER parcourant la branche A4, dont elle est le terminus, ainsi que par les TGV empruntant la LGV Interconnexion Est. La gare RER appartient à la RATP, alors que la gare TGV appartient à la SNCF (bâtiment) et à SNCF Réseau (quais et voies).

#### Ligne A du RER

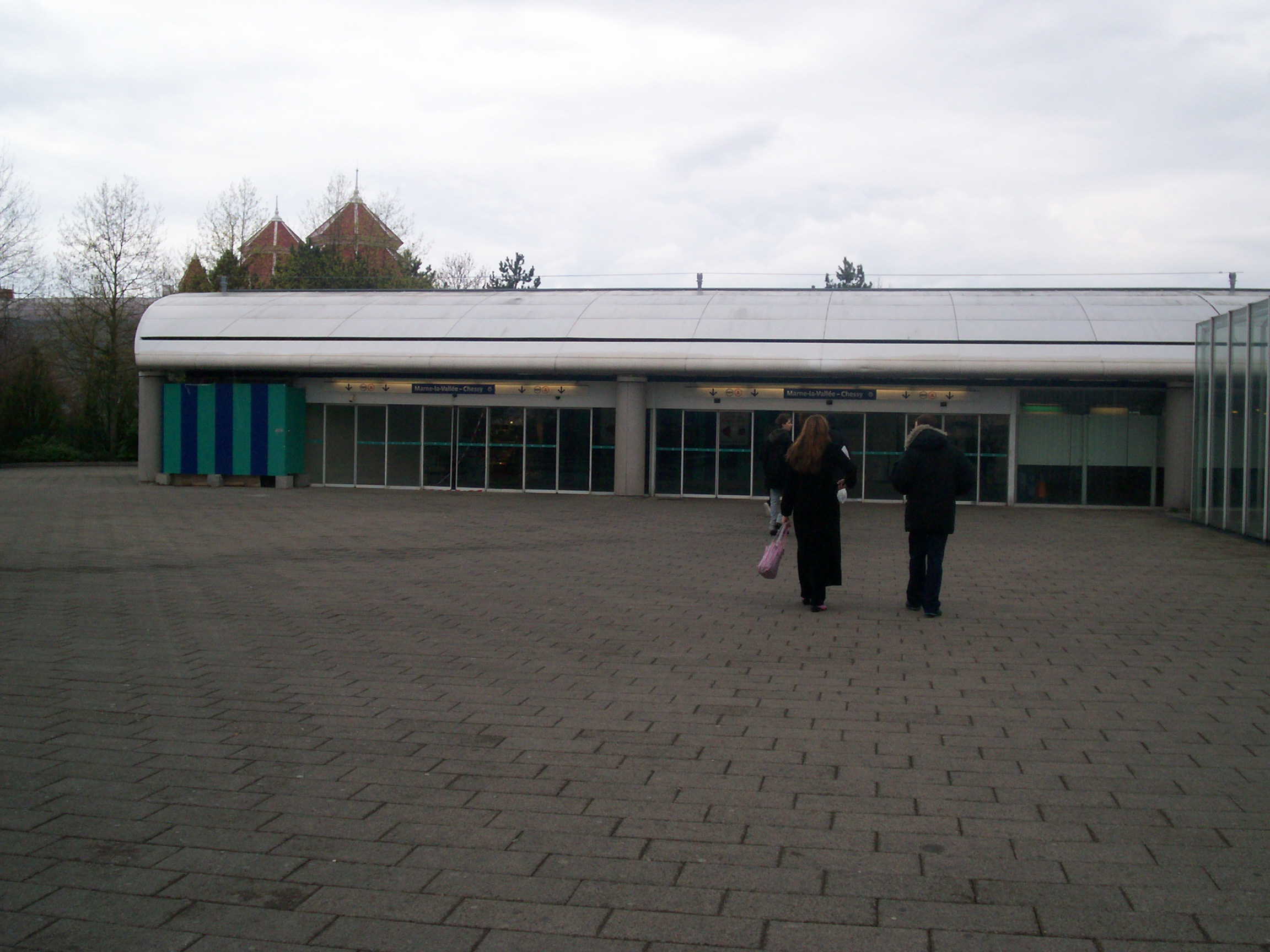
Bâtiment voyageurs de la gare du RER A.

La gare RATP est desservie à raison (par sens), au départ comme à l'arrivée, d'un train toutes les dix minutes aux heures creuses, du lundi au dimanche.
Depuis décembre 2017, aux heures de pointe, la gare est desservie par six à dix trains par heure.
Tous les jours, en soirée, elle est desservie par deux à quatre trains par heure.

#### Réseau TGV

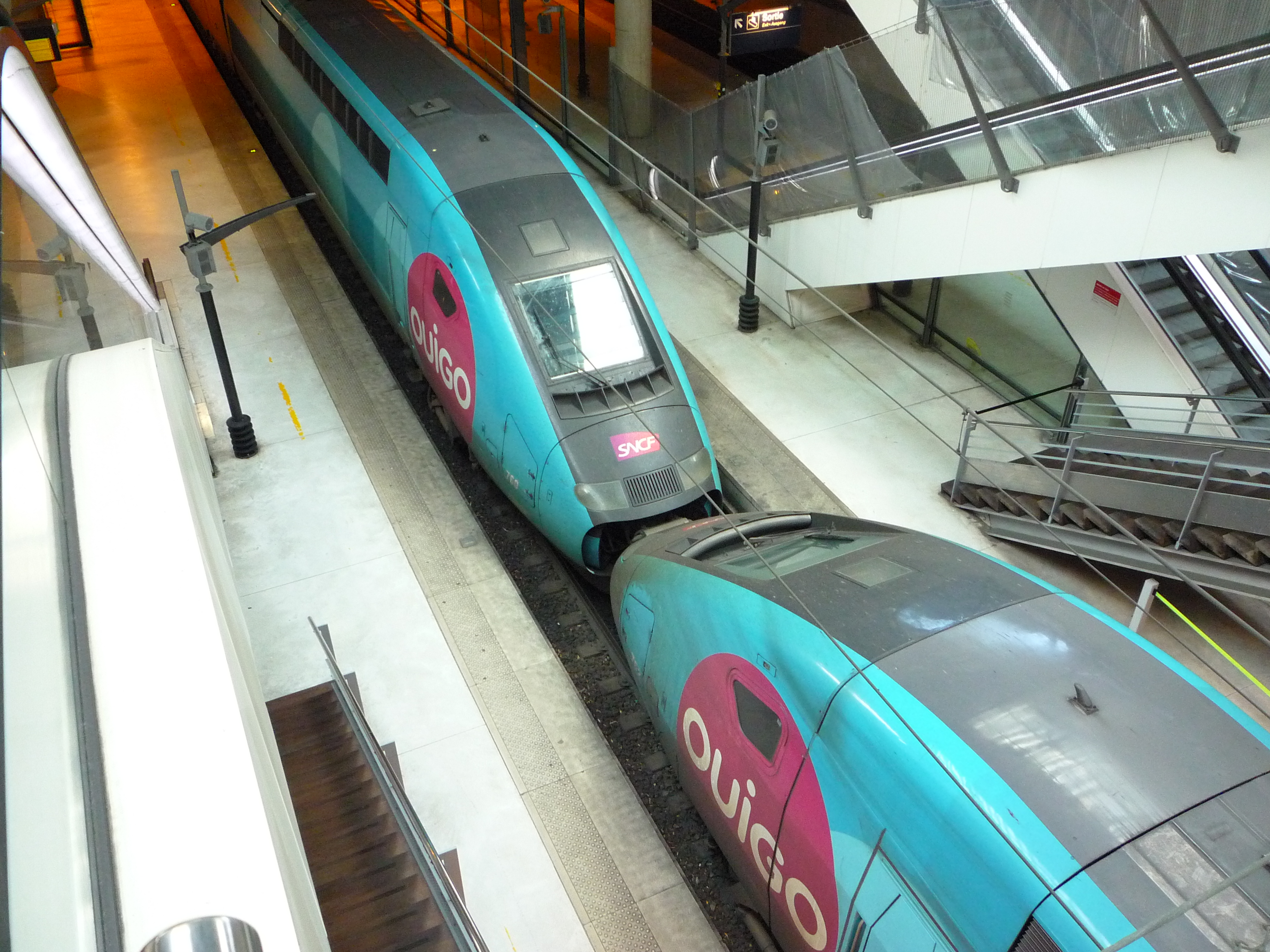
Rames TGV Ouigo à quai.

La gare TGV est desservie par des TGV province-province, ainsi que des Eurostar (permettant aux voyageurs issus d'autres pays de l'Union européenne d'accéder aux parcs Disney). Les principales gares ou villes desservies sont : Amsterdam, Rotterdam, Anvers, Bruxelles, Angoulême, Avignon, Bordeaux, Laval, Lille, Lyon, Marseille, Nantes, Montpellier, Nîmes, Poitiers, Rennes, Saint-Pierre-des-Corps (Tours) et Strasbourg.
La clientèle de la gare est à 55 % touristique (Disneyland Paris) et à 45 % régionale. Avant la mise en service de la LGV Est, l'utilisation comme gare de correspondance TGV était marginale. Mis en service le 10 juin 2007, le TGV Est dessert aussi la gare, afin d'assurer les liaisons Strasbourg – Bordeaux, Strasbourg – Rennes et Strasbourg – Nantes.
La gare de l'aéroport Charles-de-Gaulle 2 TGV est à 10 minutes de trajet en TGV. L'accessibilité de l'aéroport reste cependant considérée comme médiocre depuis Marne-la-Vallée - Chessy, les liaisons TGV étant onéreuses (à partir de 17 euros en période normale en 2012) et peu connues.
Depuis le 2 avril 2013, la gare est desservie par l'offre de TGV à bas coûts « Ouigo », proposant des liaisons vers Lyon, Marseille-Saint-Charles et Montpellier-Saint-Roch. Entre 2015 et 2018, s'ajoutent des destinations telles que Lille-Flandres / Tourcoing et Bordeaux-Saint-Jean. Marne-la-Vallée - Chessy constitue ainsi l'une des principales gares du réseau Ouigo (des correspondances peuvent être réalisées entre les différentes relations qui la concernent).

### Intermodalité

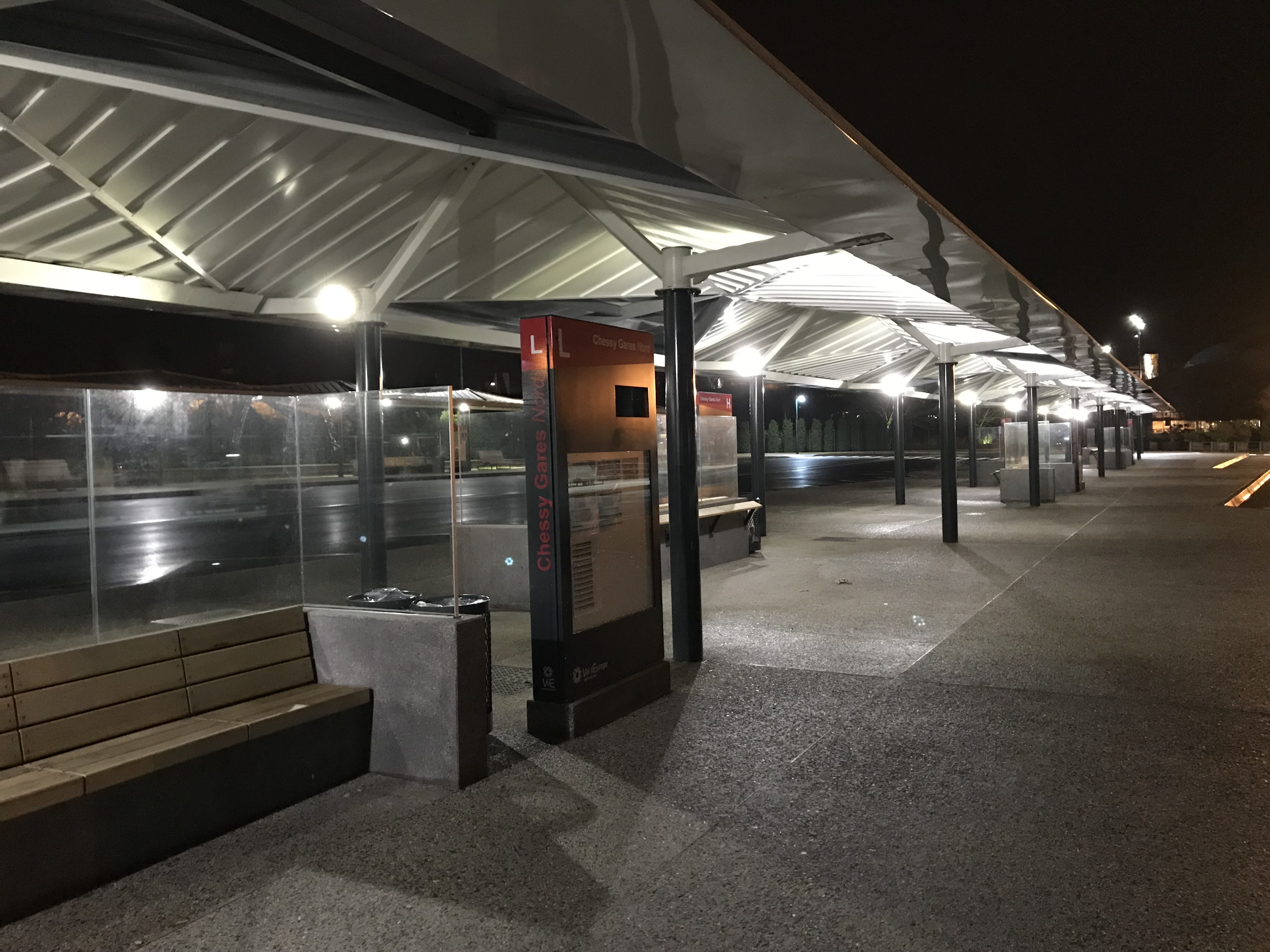
La gare routière nord.

La gare est desservie par de nombreuses lignes de bus et de cars, grâce à deux gares routières (nord et sud).
La gare routière nord, dotée de 19 quais, est desservie par :
- les lignes 2223, 2231, 2233, 2234, 2235, 2261, 2262, 2263, Soirée Marne-la-Vallée - Chessy et Soirée Marne-la-Vallée Chessy ;
- les lignes 12 et 59 du réseau de bus Brie et 2 Morin ;
- les lignes Magical Shuttle du réseau de navettes Disneyland Paris ;
- les navettes Hôtels Disneyland (situés à Coupvray, Magny-le-Hongre et Bailly-Romainvilliers) ;
- les lignes N130 et N141 du réseau de bus nocturne Noctilien.

Un parking à étages EFFIA se trouve dans le bâtiment de la SNCF.
La gare routière sud, dotée de 11 quais, est desservie par :
- la ligne 2231 du réseau de bus de Marne-la-Vallée ;
- les lignes 3213 et 7705 du réseau de bus Provinois - Brie et Seine ;
- la ligne 19 du réseau de bus Meaux et Ourcq ;
- les lignes 17, 38 et 62 du réseau de bus Brie et 2 Morin ;
- la ligne 3117 du réseau de bus Pays Briard ;
- les navettes Hôtels Disneyland.

Un parking à étages Indigo se trouve à proximité.
Un dépose minute est disponible au niveau de la gare routière.

## Plan de voies de la gare
|  |                    |  |  |                                                    |  |  |  |  |  |  |  |  |  |  | Vers Roissy / Lille Strasbourg |  |  |  |  |  |  |  |  |  |
|  |                    |  |  |                                                    |  |  |  |  |  |  |  |  |  |  |                                |  |  |  |  |  |  |  |  |  |
|  |                    |  |  |                                                    |  |  |  |  |  |  |  |  |  |  |                                |  |  |  |  |  |  |  |  |  |
|  |                    |  |  |                                                    |  |  |  |  |  |  |  |  |  |  |                                |  |  |  |  |  |  |  |  |  |
|  |                    |  |  |                                                    |  |  |  |  |  |  |  |  |  |  |                                |  |  |  |  |  |  |  |  |  |
|  |                    |  |  |                                                    |  |  |  |  |  |  |  |  |  |  |                                |  |  |  |  |  |  |  |  |  |
|  |                    |  |  |                                                    |  |  |  |  |  |  |  |  |  |  |                                |  |  |  |  |  |  |  |  |  |
|  |                    |  |  |                                                    |  |  |  |  |  |  |  |  |  |  |                                |  |  |  |  |  |  |  |  |  |
|  |                    |  |  |                                                    |  |  |  |  |  |  |  |  |  |  |                                |  |  |  |  |  |  |  |  |  |
|  |                    |  |  |                                                    |  |  |  |  |  |  |  |  |  |  |                                |  |  |  |  |  |  |  |  |  |
|  |                    |  |  |                                                    |  |  |  |  |  |  |  |  |  |  |                                |  |  |  |  |  |  |  |  |  |
|  |                    |  |  |                                                    |  |  |  |  |  |  |  |  |  |  |                                |  |  |  |  |  |  |  |  |  |
|  |                    |  |  |                                                    |  |  |  |  |  |  |  |  |  |  |                                |  |  |  |  |  |  |  |  |  |
|  |                    |  |  |                                                    |  |  |  |  |  |  |  |  |  |  |                                |  |  |  |  |  |  |  |  |  |
|  |                    |  |  |                                                    |  |  |  |  |  |  |  |  |  |  |                                |  |  |  |  |  |  |  |  |  |
|  |                    |  |  |                                                    |  |  |  |  |  |  |  |  |  |  |                                |  |  |  |  |  |  |  |  |  |
|  |                    |  |  |                                                    |  |  |  |  |  |  |  |  |  |  |                                |  |  |  |  |  |  |  |  |  |
|  |                    |  |  |                                                    |  |  |  |  |  |  |  |  |  |  |                                |  |  |  |  |  |  |  |  |  |
|  |                    |  |  |                                                    |  |  |  |  |  |  |  |  |  |  |                                |  |  |  |  |  |  |  |  |  |
|  |                    |  |  |                                                    |  |  |  |  |  |  |  |  |  |  |                                |  |  |  |  |  |  |  |  |  |
|  |                    |  |  |                                                    |  |  |  |  |  |  |  |  |  |  |                                |  |  |  |  |  |  |  |  |  |
|  |                    |  |  |                                                    |  |  |  |  |  |  |  |  |  |  |                                |  |  |  |  |  |  |  |  |  |
|  |                    |  |  |                                                    |  |  |  |  |  |  |  |  |  |  |                                |  |  |  |  |  |  |  |  |  |
|  |                    |  |  |                                                    |  |  |  |  |  |  |  |  |  |  |                                |  |  |  |  |  |  |  |  |  |
|  |                    |  |  |                                                    |  |  |  |  |  |  |  |  |  |  |                                |  |  |  |  |  |  |  |  |  |
|  |                    |  |  |                                                    |  |  |  |  |  |  |  |  |  |  |                                |  |  |  |  |  |  |  |  |  |
|  |                    |  |  |                                                    |  |  |  |  |  |  |  |  |  |  |                                |  |  |  |  |  |  |  |  |  |
|  |                    |  |  |                                                    |  |  |  |  |  |  |  |  |  |  |                                |  |  |  |  |  |  |  |  |  |
|  |                    |  |  |                                                    |  |  |  |  |  |  |  |  |  |  |                                |  |  |  |  |  |  |  |  |  |
|  |                    |  |  |                                                    |  |  |  |  |  |  |  |  |  |  |                                |  |  |  |  |  |  |  |  |  |
|  |                    |  |  |                                                    |  |  |  |  |  |  |  |  |  |  |                                |  |  |  |  |  |  |  |  |  |
|  |                    |  |  |                                                    |  |  |  |  |  |  |  |  |  |  |                                |  |  |  |  |  |  |  |  |  |
|  |                    |  |  |                                                    |  |  |  |  |  |  |  |  |  |  |                                |  |  |  |  |  |  |  |  |  |
|  |                    |  |  |                                                    |  |  |  |  |  |  |  |  |  |  |                                |  |  |  |  |  |  |  |  |  |
|  |                    |  |  |                                                    |  |  |  |  |  |  |  |  |  |  |                                |  |  |  |  |  |  |  |  |  |
|  | Vers Paris (RER A) |  |  |                                                    |  |  |  |  |  |  |  |  |  |  |                                |  |  |  |  |  |  |  |  |  |
|  |                    |  |  | Vers Lyon / Marseille / Bordeaux / Nantes / Rennes |  |  |  |  |  |  |  |  |  |  |                                |  |  |  |  |  |  |  |  |  |
|  |                    |  |  |                                                    |  |  |  |  |  |  |  |  |  |  |                                |  |  |  |  |  |  |  |  |  |
|  |                    |  |  |                                                    |  |  |  |  |  |  |  |  |  |  |                                |  |  |  |  |  |  |  |  |  |

## Projets

### Relation Meaux - Marne-la-Vallée
Il est possible que le RER A soit prolongé à long terme au-delà de Marne-la-Vallée – Chessy, jusqu'à la ligne Paris – Meaux, afin d'améliorer les relations entre Marne-la-Vallée et la ville de Meaux. La ligne Paris – Meaux serait remplacée par le prolongement du RER E, au-delà de Chelles - Gournay, son terminus actuel, jusqu'à Meaux.
Cependant, compte tenu de la saturation de la ligne A du RER pour le moment, le Schéma directeur de la région Île-de-France propose la création d'une ligne de transport en commun en site propre qui relierait entre elles les gares de Marne-la-Vallée – Chessy, Esbly et Meaux.

### Création d'une nouvelle sortie
L'actuelle gare de Marne-la-Vallée - Chessy est conçue en priorité pour la desserte touristique de Disneyland Paris, puisqu'elle est située au plus près des parcs d'attractions, ce qui entraîne une accessibilité médiocre pour la clientèle régionale. Des projets d'extension devraient améliorer cette accessibilité, par la création d'une nouvelle sortie TGV/RER et d'une nouvelle gare routière au sud de la gare ferroviaire : la gare routière de Marne-la-Vallée - Chessy (Pôle Sud).
Le 25 juin 2019, l'accès sud de la gare RER, nommé sortie 3 – avenue Paul Séramy, est ouvert au public[réf. souhaitée].

### Prolongement du RER E jusqu'au secteur du Val d'Europe
Le Schéma directeur de la région Île-de-France (SDRIF) de 1994 avait proposé une nouvelle et courte branche orientale de la ligne E du RER, au-delà de la gare de Chelles - Gournay (terminus actuel), jusqu'au secteur IV (Val d'Europe) de la ville nouvelle de Marne-la-Vallée. Cette branche aurait eu pour terminus, la gare de Marne-la-Vallée - Chessy, et aurait favorisé une nouvelle correspondance entre les lignes A et E du RER, et avec la gare TGV.
Le prolongement du RER E jusqu'à Marne-la-Vallée - Chessy aurait permis au secteur du Val d'Europe et au complexe touristique de Disneyland Paris de disposer d'une deuxième ligne de RER, depuis Paris, notamment à partir de la gare de Magenta, en ayant accès au complexe éponyme sans passer par les gares de Châtelet - Les Halles et/ou de Val de Fontenay.
Cette proposition d'extension du RER E jusqu'à la gare de Marne-la-Vallée - Chessy n'a jamais été reprise, depuis les mises à jour du SDRIF, et n'a pas fait l'objet d'études.

### Transports collectifs en site propre (TCSP)

#### Bus EVE
À terme, la gare sera desservie par la nouvelle ligne de bus en site propre appelée EVE (pour Esbly – Val-d'Europe). Elle reliera la gare d'Esbly au centre hospitalier de Marne-la-Vallée en passant par les gares de Marne-la-Vallée - Chessy et de Val d'Europe. Elle desservira les communes d'Esbly, de Coupvray, de Chessy, de Montry, de Magny-le-Hongre, de Montévrain, de Serris et de Jossigny. La mise en service est prévue pour 2030.

#### Autres TCSP
Les projets de création d'une ligne de TCSP, entre la gare de Marne-la-Vallée - Chessy et le centre de villégiature « Villages Nature Paris », et d'extension de cette ligne de TCSP jusqu'à la future gare du Val Bréon ne sont donc plus retenus.